# دنيس ستامب
دنيس ستامب (بالإنجليزية: Dennis Stamp)‏ هو مصارع محترف أمريكي، ولد في 6 ديسمبر 1946 في برينرد في الولايات المتحدة، وتوفي في 13 مارس 2017 بسبب لمفوما.

## روابط خارجية
- دنيس ستامب على موقع CageMatch worker (الإنجليزية)
- دنيس ستامب على موقع قاعدة بيانات المصارعة على الإنترنت (الإنجليزية)